# 滇牡丹
滇牡丹（学名：Paeonia delavayi）俗称紫牡丹、野牡丹、黄牡丹、狭叶牡丹，一种分布于中国云南省西北部、四川省西南部及西藏自治区东南部等地的亚灌木，属于芍药科芍药属牡丹组肉质花盘亚组，模式产地为云南丽江被列为中国国家二级重点保护野生植物。

## 形态特征
滇牡丹植株（茎）高1.5米，通体无毛。叶为二回三出复叶；叶片宽卵形或卵形，长15-20厘米，羽状分裂；裂片17-31，披针形或长圆状披针形，宽0.7-2厘米；叶柄长4-8.5厘米。花2-5，生枝顶和叶腋，径6-8厘米；苞片1-5，披针形，大小不等；萼片2-9，宽卵形，不等大；花瓣4-13，黄、橙、红或红紫色，倒卵形，长3-4厘米，雄蕊长0.8-1.2厘米，花丝长5-7毫米，黄、红、粉色至紫色；花盘肉质，包住心皮基部，顶端裂片三角形或钝圆；心皮2-4，稀至8，无毛。蓇葖果长约3-3.5厘米，径1-1.5厘米